# ウィーン会談
ウィーン会談（ウィーンかいだん）は、厳しい冷戦のさなかであった1961年6月3日から6月4日にかけて、オーストリアのウィーンで行われた、アメリカ合衆国大統領ジョン・F・ケネディと、ソビエト連邦閣僚評議会議長（共産党第一書記）ニキータ・フルシチョフの米ソ頂上会談である。両者の名をとって、ケネディ＝フルシチョフ会談とも呼ばれる。

## 概要

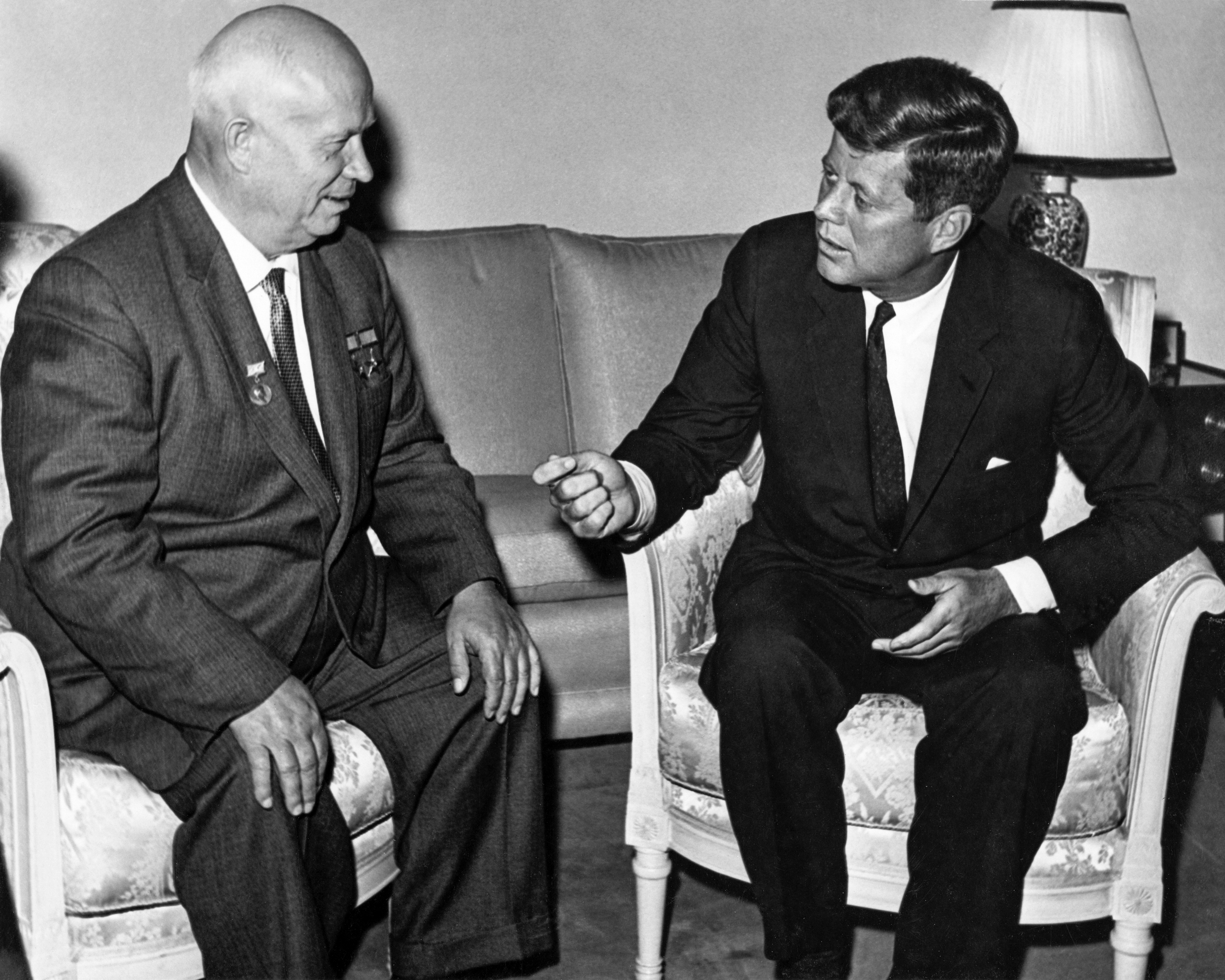
ウィーンの在オーストリア・アメリカ合衆国大使館にて会談を行う両首脳

アメリカ合衆国大統領に就任してまだ5カ月で、しかも4月にキューバに対してピッグス湾事件を起こし逆風の中にいたケネディと、スターリン時代を生き抜き、彼の死後に実権を握り、しかも前任のスターリンを批判して中国と対立してもなお共産主義国の超大国として、核実験を行い、アメリカに先んじて人類初の有人飛行で地球一周に成功してまだ2カ月にもならない得意絶頂のフルシチョフとの会談は、時期としては米ソ関係が冷却化していた時期であったが、しかし双方に会談を行わなければならない事情があった。
ケネディにはピッグス湾事件の失敗の後で、ラオスは不安定であり、ベトナム情勢は混沌としており、しかもドイツのベルリンでは緊張が高まっている中で、少なくとも今後の両大国間にある諸問題についてフルシチョフとの個人的接触で今後の展望と打開の道を探る必要があった。一方フルシチョフは、アイゼンハワー前政権から懸案であった核実験禁止と軍縮、そして差し迫った問題として東ドイツのウルブリヒト第一書記から要望された西ベルリン問題の解決について実質的な討議に入るためであり、とりあえずまだ若いケネディの実力を探る必要があった。

### 会談に至る経過

#### ケネディ政権
この年1月20日にケネディが大統領に就任して、2月には前年のパリ頂上会談がU2型機の撃墜事件で流れて以来のソ連からのアプローチを受けて、フルシチョフとの頂上会談に前向きな姿勢であった。1961年2月11日にホワイトハウスで、新政権になってから初めてソ連問題についての会議が開かれた。出席者はジョンソン副大統領、ラスク国務長官、マクジョージ・バンディ特別補佐官の他に、トンプソン駐ソ大使、そしてチャールズ・ボーレン国務省顧問、ジョージ・ケナン駐ユーゴスラビア大使、アヴェレル・ハリマン無任所大使の3名の駐ソ大使経験者が揃った。この会議の大半のメンバーはすぐにソ連首相と会談を開くことを予想していなかったし、またトンプソンを除いては反対の意見であった。
ただケネディにとって、このようなトップ会談で成果を期待されるものであることよりも、個人的に打ち解けた話し合いの場としての首脳会談を描き、重大な交渉を行う場としての会談ではないことを確認した。この個人的に打ち解けた会談と重大な交渉をする場としての頂上会談を区別して、大統領としてはフルシチョフがどの程度の人物かを見極め、核実験禁止などの諸課題についての見解を聞き、後に外電で伝えられるフルシチョフの言動を判断する材料を得ておき、これから起こると予想される事態でアメリカの死活的利益を明確に伝えることには有益であろう、という点では全員の意見は一致した。
ケネディは、じかに会ってソ連首相の印象を得て、その結果を以降の判断に役立てたいとした。ケネディの自分の人生で経験した3つの戦争が誤算から生じていることを懸念して、核時代においてこの誤算の脅威を防ぎ、やがては冷戦下でも相互理解を実現するためにコミュニケーションの通路を常に開けておくことが重要であり、自分が決定を下すただ一人の人間として確実で豊富な情報に基づいたものでなければならないと述べて、フルシチョフから直接得られる詳細な個人的知識の類が必要であり、同時にアメリカの考えを正確に、ありのままに、先方に討論し理解する余裕を与えつつ、伝えたいと語った。10日後に再び同じメンバーが集まり会議を開いたが、この時にフルシチョフへ会談を申し入れることを全員が同意した。

#### フルシチョフ政権
一方フルシチョフは、ケネディが大統領選挙に当選した時から、様々なアプローチを試みていた。前年の東西首脳会談（1960年5月）をご破算にした偵察機U2型機のパイロットを釈放したのも大統領選挙後であった。彼が抱えていた問題でこの時に大きな懸案になっていたのが西ベルリン問題であった。3年前の1958年に行った西ベルリンの非軍事化・中立化の提案は完全に無視されて、この頃に東ドイツのウルブリヒト第一書記から西ベルリンの占領状態（米・英・仏）の終了、西側軍隊の撤退、西側ラジオ局とスパイ機関の撤去、西独から西ベルリンへの全ての航空アクセスの管理権の移譲などの要求が届き、どちらにしても早急にアメリカと具体的な協議に入るとウルブリヒトに回答をしていた。この1961年頃には東西に分かれた戦後の混乱が終わり、東ドイツの重大な問題は東から西への人口流出が止まらず、10年間で200万人が西ドイツへ流出して、国家の危機とさえ言われ始めた。西ベルリンはまさに自由の砦として東側の中で孤立した島であったが、この時期にはまだ東西ベルリンの間は自由に行き来が出来て、東側から西側に行く窓口であった。ウルブリヒト政権にとっては西ベルリンをどうしても東側の地域に入れて、西側の軍を追放し、空港を管理下において西へ飛び立つ飛行機を止めねばならなかった。
フルシチョフはこの年の秋にソ連共産党大会を予定しており、それまでには西ベルリン問題に一定の解決を望み、その相手が就任したばかりのケネディなら組みやすいとの判断をしていた。
しかし就任後の最初の議会での一般教書でケネディの強気の発言を聞いて、期待をそがれる形になって、3月に入った頃には頂上会談への期待は尻すぼみになっていた。2月末にトンプソン駐ソ大使がケネディの書簡を持ってきた頃には10日間も会おうとはせず、ようやく3月9日にシベリアのノヴォシビリスクに建設中の研究学園都市を視察していたフルシチョフのもとへ届けることができた。その時にはフルシチョフの熱意は薄れていた。後に分かったことは、この時期から中国とアルバニアとがソ連から離反し、中ソ対立が先鋭化しつつあった。そしてアフリカのコンゴ民主共和国では左派のルムンバ首相が暗殺されてフルシチョフは怒っていた。しかもソ連国内の視察旅行で、彼は自国の経済が全てにおいて不足していることに否応なく直面していたからである。しかもベルリンでは東ドイツからの難民の流出が毎月記録を更新していた。
ところが4月に入って、人類初のガガーリン少佐の有人飛行で地球一周をソ連が実現し、そしてアメリカがキューバに侵攻して大失敗をしたことで、米ソ関係で自分の立場が優位になったと感じていた。このピッグス湾事件でキューバに侵攻したために米ソ関係は、いったん対話ができない状態であったが、5月4日にグロムイコ外相からトンプソン駐ソ大使に電話で「今回のことからも適切な結論を引き出すべきです。…困難な諸問題を適切に解決し両国関係を改善する道を見つけるほかはないのです」とのフルシチョフのコメントを伝えて、首脳会談の打診をしてきた。

#### 首脳会談の議題
この打診を受けて、5月9日にケネディからウイーンでの首脳会談開催を提案する旨の回答があり、1961年6月3日から4日にウイーンで会談を行うことが決定した。
この時に双方の会談に臨む姿勢にはかなりの隔たりがあり、特に会談の内容については米ソ間には大きな違いがあった。キューバとラオスで行き詰まり、事態が期待通りに進んでいない状態であったアメリカは、当時進行していたラオス紛争で翌週にジュネーヴ会議を控えて内戦の終結と中立化をめざしてソ連側の協力を求めた。また核実験禁止について会談での好意的反応を期待していたが、直後に出す公的声明ではベルリン問題には一切言及しないようソ連側に伝えた。
一方ソ連は、東西ドイツの問題について、まず西側に東ドイツとの平和条約の締結を求め、それが実現できない場合もソ連が単独で東ドイツと平和条約を結び、西ベルリンへの全てのアクセスルートの管理権を東ドイツに移譲する案を持っていた。5月27日の共産党幹部会でフルシチョフから説明があり「我々は西ベルリンへ侵入しない。封鎖を宣言しない。だから軍事行動のための口実を与えることはない。」「我々は軍隊の撤収を要求しない。排除することもしない。しかしそれらは違法であることと考える。」「だから戦争状態と占領体制が終結するからといって戦争を引き起こすことではない。」と語った。しかしミコヤン第一副首相だけが異論を出して「彼らが核兵器なしで軍事行動に出るかもしれない。」と述べるとフルシチョフは「ケネディはひどく戦争を恐れているから、軍事的に反応してくることはない。…ベルリンに関しては我が方の軍事的優位に疑問の余地はない。」と答え、するとミコヤンは「ケネディを軍事的対応するしかない危険な立場に追い込んでいる。ベルリンの空路はこれまで通りにしてケネディに受け入れやすいものにしたら…。」と尋ねるとフルシチョフは「東ドイツは崩壊寸前なのだ。確固たる行動を取らなければ東側諸国に疑念を生じさせてしまう。…西側の飛行機が西ベルリンに着陸しようとすれば撃墜するつもりだ。」と反駁した。フルシチョフにとっては何としても西ベルリン問題で一定の前進を期待していた。
ケネディにとってはあくまで重要な交渉の場ではなく、首脳同士の個人的接触を深めフルシチョフの真意を見極める場であった。そしてアメリカの立場は一歩も引かず、事態が悪化すれば実力行使を考えざるを得ないことも警告する場でもあった。

#### ドゴールの警告

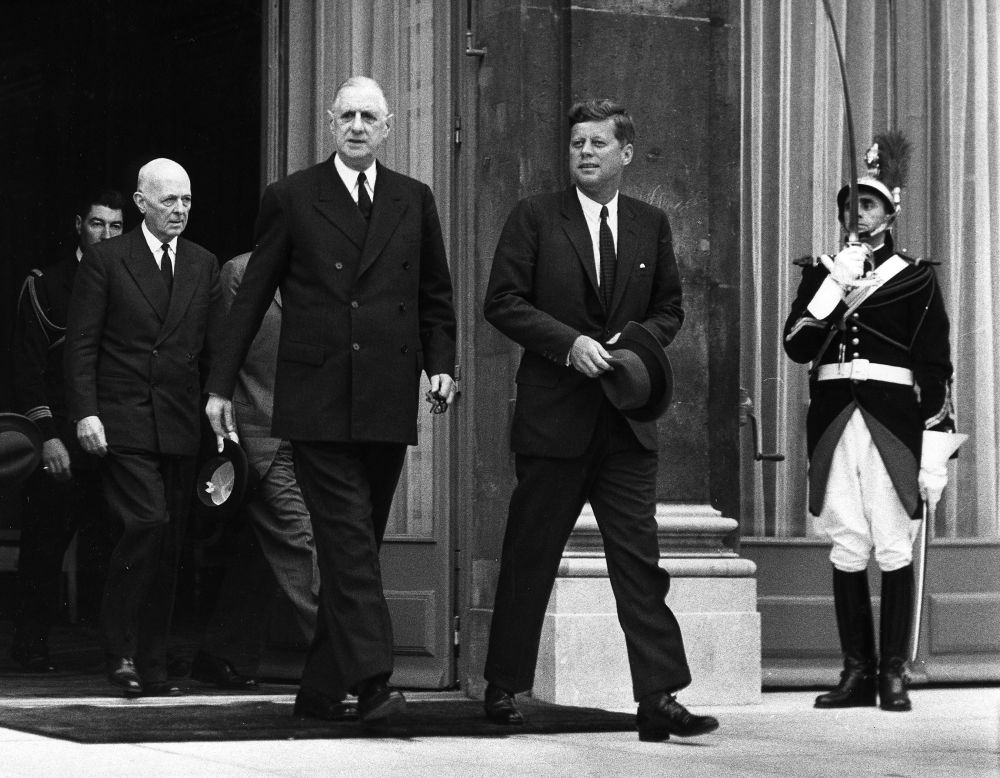
フランス・パリのエリゼ宮殿にて会談を終えたドゴールとケネディ（1961年6月2日）

ウィーン会談の前に、ケネディは各国首脳との協議を進めていた。4月にマクミラン英国首相、そしてアデナウアー西ドイツ首相がホワイトハウスを訪れてケネディと会談している。そして直前の5月31日にパリを訪問してドゴール仏大統領と会談した。ドゴールはベルリン問題は心理的なものだとして神経戦と見なしていた。彼（フルシチョフ）がベルリンに関して戦争をする気ならとうに始めていたはずです、と語った。かつてドゴールとフルシチョフが会談した際に「あなたはデタントを求めているふりをしているだけだ。本気ならばもっと主張し実行すべきで平和を欲するなら全面軍縮交渉を開始すべきだ。戦争を求めていないなら戦争に結びつきかねないようなことはすべきでない。」とドゴールはフルシチョフに告げていた。そのことをケネディに伝えて、「大事なのはフルシチョフにアメリカの明白な決意を伝えること。この状況を変化させる意志がないことを示すことです。」「ベルリンに関していかなる譲歩、いかなる変化、いかなる撤退、いかなる運輸や通信の障碍の発生も敗北を意味する。」「その結果は西ドイツ、フランス、イタリア他の各国の内部に深刻なもろもろの喪失をもたらすでしょう。」「もし戦争を欲するならそれに応じることを彼に明確に伝えるべきです。」ケネディが引き下がらなければフルシチョフが軍事的対決を仕掛けてくることはないはず、との意味であった。最後に「ベルリン周辺で戦闘が起これば、それは全面戦争を意味することをフルシチョフに認識させなければならない」と語った。

## 首脳会談
この会談の取材で、世界各国から少なくとも1500人の記者がウィーンを訪れていた。市民は歓迎ムードに溢れ、ヘルベルト・フォン・カラヤンはウィーン国立歌劇場でワーグナーを指揮していた。1日目の会談は両国関係全般と軍縮問題にしぼり、注目のベルリン問題は2日目に行うことが決まった。

### 1961年6月3日
午後0時45分にアメリカ大使公邸にフルシチョフの車が入り、ケネディが出迎えた。そしてフルシチョフはグロムイコ外相を伴って中に入っていった。2人は肩の凝らない雑談から入ることとした。2年前の1959年にフルシチョフが訪米した折りに上院外交委員会との会合で、当時議員であったケネディとの最初の出会いを思い出していた。ケネディはその時フルシチョフから「あまりに若く見えるのでとても上院議員とは思えない…」と言われたことを伝えると、フルシチョフは「普通はそのようなことは言わないです…」と答えて「若い人は年よりも老けて見られたがり、年寄は若く見られたがるものです…自分もそうだったが22歳の時に若白髪になり問題ではなくなった…」と言って笑っていた。初日の議論は米ソ両国関係全般と軍縮問題に集中した。
米ソ関係
- フルシチョフ
  - 自分が懸念しているのはアメリカが経済的優位であることで各地に紛争を引き起こしていることだ。ソ連はいずれアメリカより豊かになる。略奪者ではなく、自国の資源をよりよく利用することで豊かにしてみせる。
- ケネディ
  - ソ連の経済成長率が改善していることに感銘を受けている。
- フルシチョフ
  - しかし例えばダレス[注 2]のように共産主義を消滅させようとして平和共存を認めようとはしなかった。私は大統領に共産主義がいかに優れているかを説明する気もないし、大統領も私に宗旨替えさせようなど時間の無駄遣いです。
- ケネディ
  - 非常に重要な問題を提起しています。それならアメリカの同盟国の自由主義体制を除去するのは構わないが、共産主義国を抑えようとする西側の努力には断固反対する。これは非常に深刻な関心を呼ぶ事柄です。
- フルシチョフ
  - ソ連は他国に共産主義を押し付けようなどとはしていない。ソビエトは自らの価値で勝利を収めるのです。ともあれこれは論争する事柄でもなくましてや戦争する事柄でもない。
- ケネディ
  - 我々の立場は体制を自由に選択すべきものであることです。少数派による政権がアメリカに影響のある地域で勢力を獲得しつつある。これは歴史的不可避性だとソ連は思っているかも知れないが、アメリカはそうは思わない。
- フルシチョフ
  - もし思想をめぐって争いを始めるのであれば両国の紛争は避けがたいものなる。
- ケネディ
  - 共産主義は現在ある場所に存在し続ければよい[注 3]。しかしソ連の影響下でない場所では受け入れることはできません。
- フルシチョフ
  - 例えば共産主義が存在しない地域で共産主義が発展すれば、これはソ連のせいだと言われるのですね。それなら紛争は避けられません。しかし仮に私が共産主義を否定したところで思想は発展し続けるのです。ソ連とは関係ありません。共産主義を生んだのはドイツ人のマルクスとエンゲルスです。大事なのはこの世界で共産主義と資本主義の2つの主要なイデオロギーがあることを認識することが世界の平和的発展のためには不可欠であることです。思想は銃剣やミサイルからは生まれない。ソ連の政策は暴力的手段なしに勝利するでしょう。
- ケネディ
  - 毛沢東は権力は銃から生まれる、と言ったのではありませんか。
- フルシチョフ
  - 毛沢東がそんなことを言うはずはない。彼はマルクス主義者です。マルクス主義者は常に戦争に反対です。
- ケネディ
  - 私が避けたいのは米ソ間の誤算です。両国の誤算で破滅しかねないことです。
- フルシチョフ
  - 誤算という言葉は好きではありません。共産主義がソ連国内に留まることを保証するなどとは出来ません。我々が誤って戦争を始めることなどありません。その言葉は二度と使わないでください。
- ケネディ
  - 西欧は相手の出方を正確に見通せなかったことで悲劇が生まれました。アメリカも朝鮮で中国の出方を見誤りました。私が求めていることは、双方の判断が正確に下せるようにすることで、今後についてより明確な判断が下せるようにすることです。
- フルシチョフ
  - この会談の目的は両国の関係を改善することだと信じています。私と大統領がその点で成功したら、この会談で使われた費用は無駄にはならないでしょう。

午後2時に遅い昼食となり、このランチの席でケネディは米ソ共同の月探検をしませんか、と提案しフルシチョフはいったん断ったもののすぐ考え直し「いいじゃないですか」と答えた。これがこの日の最初の進展であった。この後にケネディが葉巻に火を付けてマッチをフルシチョフの後ろにおくと、フルシチョフは脅えたふりをして「私に火をつけるのですか」と言い、ケネディは「そんなことしませんよ」と答えると、「そうか。資本主義者であって放火者ではないんですね」とフルシチョフは微笑みながら返した。
キューバ問題
- ケネディ
  - 首相がアメリカの動きに関して判断しなければならないように、私はソ連が次にどう動くかに基づいて判断を下さねばならない。だからこれらの判断に、より大きな正確さをもたらすものにしなければならない。それによって国を危険に曝すことなく競争の時代を生き抜くことができる。
- フルシチョフ
  - 危険はアメリカが革命の原因を誤解したときにのみ起こる。革命はすべて内発的なものであり、ソ連が作り出したものではない。キューバに対してアメリカはバチスタを支持し、このことがキューバ国民の怒りがアメリカに向かっているのです。大統領が決断したキューバ上陸作戦はキューバの革命勢力とカストロの地位を強めただけです。もともとカストロは共産主義者ではない。しかしアメリカの政策が彼を共産主義者に変えたのです。私も共産主義者に生まれたわけではない。資本主義者が私を共産主義者にしたのです。わずか600万人のキューバがアメリカにとって脅威ですか？アメリカがキューバに思いのまま自由に行動できるとすればアメリカ軍の基地があるトルコやイランにソ連が干渉するのも自由になります。この状況が大統領の言う誤算を引き起こすことになります。
- ケネディ
  - 私はバチスタを支持していない。自分が懸念しているのはカストロが地域のトラブルの基地に変えてしまうことです。キューバがアメリカにとって脅威ではないのと同じくトルコやイランもソ連の脅威とはなりえない。

その他の国について
- フルシチョフ
  - イランは貧しく国は混乱状態です。早晩シャーはきっと転覆するでしょう。シャーを支持するがためにイラン国民に反米感情を生み出し逆にソ連への好感を生み出している。しかしソ連はあの国に革命を望んでいないしそのような展開を促すようなことはしません[注 4]。
- ケネディ
  - もしイランのシャーが国民の生活を改善しなかったら重要な変化がおこるでしょう。
- フルシチョフ
  - シャーは自分の権力が神から与えられたものだと言っているが、シャーの父は陸軍軍曹で王位を強奪し、殺人と略奪と暴力によって権力を獲得した人物です。アメリカはこのシャーに巨額の金をつぎ込み、その金は国民に届かず、シャーの取り巻きが横取りしている。
- ケネディ
  - もしポーランドに西側に友好的な政府が成立したらどう反応しますか。世界に生起し勢力均衡に影響を与える変化は、米ソ両国が威信をかけた条約上の誓約に関わりのない形で起こることが重要です。国民によりよい生活水準や教育を与えられないソ連圏の指導者は長続きしないでしょう。ただクレムリンの威信がかかっている地域についてはアメリカは干渉しないでしょう。そしてソ連も同じルールにのっとって行動してほしい[注 5]。
- フルシチョフ
  - アメリカの政策は一貫していない。もっとも大統領個人のことを批判したのではない。例えばスペインのフランコをアメリカは支持しています。アメリカは世界の各地で反動的な政権を支持している。それがアメリカの政策です。人々はそう見ているのです。
- ケネディ
  - 同盟国が全部アメリカほど民主的だとありもしないことを主張していない。我々の結びつきの中には戦略的なものもある。例えばスペインやソ連の場合はユーゴです。ポーランドで民主的な選挙が行われて親ソ政権が破れて西側に近い政権が生まれるかも知れません。
- フルシチョフ
  - アメリカが承認し外交関係を結んでいる国をそんなふうに言うのはあまり感心しません。ポーランドの選挙制度はアメリカよりも民主的です。また中国を代弁する立場ではないが、中国は国連に加盟させるべきです。また台湾はあくまで中国領です。
- ケネディ
  - アメリカが台湾から軍隊と支持を撤回するとアジアにおける我々の戦略的地位を傷つけます。
- フルシチョフ
  - 中国が台湾のために戦わなければならない。これは悲しいことです。そのため私はアメリカの平和共存への誠意を疑わざるを得ません。私が中国の立場にいたら台湾のために戦っていたでしょう。これはもう聖戦です。

この他にラオス問題についてはフルシチョフが譲歩する形で、ラオスの独立、中立化を受け入れた。合意の細部はこれから詰めることになったがフルシチョフにしては珍しいことであった。彼は翌日のベルリン問題を見据えていた。
軍縮と核実験禁止
第1日目の最後に核実験禁止問題を討議した。しかしフルシチョフはこの問題には関心がなかった。このテーマになった時に核査察をどうするかの議論になったが平行線となり、すぐにフルシチョフは「それならば全面軍縮をやろうではありませんか」「全般的軍縮の文脈においてのみ核実験禁止を討論することを同意します」と述べて、ケネディはそれには反対で結局合意には至らなかった。

#### 晩餐会
この日の夜、シェーンブルン宮殿でオーストリア政府主催の晩餐会が開催された。ウィーン・フィルのモーツアルト演奏、ウィーン国立歌劇場舞踊団の「美しき青きドナウ」のバレエ演技などがあり、フルシチョフは終始ご満悦であった。カメラマンがフルシチョフにケネディとの握手するシーンを注文されると、「私はまずジャクリーン夫人と握手したいよ」と言って笑っていた。

### 1961年6月4日
午前10時15分、ソ連大使館にケネディの車が入り、フルシチョフが迎えた。この2日目の朝に、ケネディ夫妻は聖シュテファン大聖堂でフランツ・ケーニッヒ枢機卿からミサを受けた。フルシチョフは市内のシュヴァルツェンベルク広場でソ連軍の戦勝記念像に花輪を捧げた。
ラオスの中立化について
会議の最初に前日のラオス問題の合意について触れた。このラオスの中立化についてはフルシチョフにとって中国や北ベトナムそしてパテト・ラオ（ラオス左派）の反対を押し切ってのものであり、高い政治的コストを伴うものであった。
- フルシチョフ
  - アメリカはアジアでなお関与を続けるつもりのようだが、そもそもアメリカにそのような権利はない。そのような発想は自分は偉大なのだとする幻想すなわち誇大妄想から生まれたものだ。
- ケネディ
  - 自分の政府はアメリカの関わりを減らしたいと思っている。双方に何らかの異議があるような過去の歴史を詮索しても意味はない。これはウィーンでの議題ではない。
- フルシチョフ
  - はなはだ結構です。しかし全ての関わり合いが自分の就任前であるからと言って責任を回避することは出来ない。私はモロトフに圧力をかけてオーストリアに平和協定を可能にした。西側は洗練されたやり方で脅しをかけ続けている。東側よりもうまく関わり合いを続けている。物理法則によると全ての作用は反作用を起こさせる。しかしラオスはどちらにしても戦争するに価しないし、どちらにも受け入れられる政府の樹立が必要であり、停戦は守らなければならない。

ベルリン問題
前日中途半端に終わった核実験禁止について、ここでケネディは会議の流れをこのテーマに向けようとした。しかしフルシチョフは拒んだ。彼はあくまでベルリン問題の討議に入るつもりであった。
- ケネディ
  - 全面的な関係改善のみがベルリン問題の究極的解決の道を開くと考える。核実験禁止の道を進むのも中国の古い諺にある「千里の道も一歩から」です。
- フルシチョフ
  - 中国のことは詳しいようですね。
- ケネディ
  - お互い中国のことはよく知るようにならなければなりませんね。
- フルシチョフ
  - （笑いながら）中国のことは随分勉強させられましたよ[注 6]。

ここでベルリン問題の討議に入った。ここからフルシチョフは好戦的であり、ケネディは譲らなかった。
- フルシチョフ
  - ソ連政府は最大の忍耐でもってベルリン問題の解決を待っていた。これから述べることは両国に大きな影響を与えるでしょうし、もしアメリカが我が国を誤解すればさらに大きな影響が出るでしょう。第二次大戦後16年が過ぎて、ソ連は2000万人を大戦で失いました。一方西ドイツではNATOで支配的立場を保持し、ドイツの将軍たちはNATOで要職を占め、これはまさに第三次大戦の脅威そのものです。ドイツ統一には実現可能性がなく、ドイツ人自身がそれを求めていない。故にこれ以上遅くなることを容認するわけにはいかない。「二つのドイツが存在するという現実」から行動を始めるべきである。

ここでフルシチョフは、西ベルリンを統治しているアメリカ・イギリス・フランスに西ドイツを加えた西側4ヶ国とソ連は、東ドイツと平和条約を結んで、第二次世界大戦の戦後処理を終えるべきだと主張したのである。
- フルシチョフ
  - ベルリンの地位を変更する平和条約を結ぶことで大統領と合意したいと思うが、それが出来なければソ連単独で条約を結び、これまでの戦後の約束を全て反故にするつもりだ。以後は西ベルリンは自由都市となる。そこにはアメリカ軍は留まるがソ連軍も入る。国連軍や中立国軍が駐留することも賛成する用意がある。米ソ共に「西側が西ドイツの自由と呼ぶもの」が確保されるよう努力する。

ここでケネディは儀礼的に「このような率直に意見を表明されたことを感謝します」と述べたが、ラオスのような小さな問題ではなく、ベルリンという遥かに重大な問題について語っていると前置きして、
- ケネディ
  - ベルリンは戦後歴代大統領が、ここに関する協定や他の契約上の権利に基づいて行動してきた土地であり、それらの義務への忠誠を確言してきた土地です。もしこれらに関する我々の権利を喪失することを受け入れたりすれば、以後誰もアメリカの合意や誓約を信頼しなくなるでしょう。この事案はアメリカの国家的安全に関わっており、もし受け入れればアメリカの約束は紙くず同然のものだと見なされるでしょう。西欧はアメリカの国家的安全のためには不可欠なものです。西ベルリンを語ることは西欧を語っているのです。今日、米ソは同じ軍事力を持ち、宇宙開発にも経済にも確固たる業績を持つソ連が、なぜアメリカが不可欠な関係を持ち長く存在している場所から去るように求めるのか、理解するのが困難だ。戦争によって勝ち得た権利を放棄することをアメリカは決して同意しない。
- フルシチョフ
  - （顔を真っ赤にして）つまり、大統領は平和条約を結びたくないと言われるのですな。今の言葉では、これじゃまるでアメリカは自国の立場を良くするためならモスクワまで遠征してもいい、と言っているようなものです。
- ケネディ
  - どこにも遠征しようなどとアメリカは思ってはいません。アメリカがモスクワに行くとか、ソ連がニューヨークに行くとかを話し合っているわけではありません。我々が話し合っているのは、アメリカがベルリンに15年いるということです。アメリカはベルリンに留まるつもりだと言っているのです。そして今は世界におけるバランスを変えるのに適切な時ではない。もしこのバランスが変わるならば、西欧も状況が変化し、アメリカにとっても深刻な打撃になる。首相も同じような喪失は受け入れることはないだろうし、我々も受け入れることは出来ない。
- フルシチョフ
  - ソ連は策略や脅迫でベルリンを変えようとしているわけではない。厳粛に平和条約でそうしようとしているのです。この行動がアメリカの利益に反するとは全く理解に苦しむ発言です。現存している境界線を変えることなど求めていない。ただ境界線を確定しようとしているだけじゃないですか。ベルリンにおける自国の利益を保護しなければならないというアメリカの論理は到底理解できないし、ソ連が受け入れることはありません。世界の如何なる力をもってしても我々が平和条約に向けて前進することは誰も止めることは出来ません。

ここで平和条約を結んだ後の西ベルリンの状態について会議室の全員に緊張が走った。ソ連と東ドイツで平和条約が為されれば、ドイツ降伏の際に連合国間で取り決めたベルリン占領権や通行権は失効する、つまり、各国の軍隊はベルリンから撤退せねばならないと説いた。これに対して、ケネディは、ベルリンを見捨てればアメリカは信用を失うと主張した。
- フルシチョフ
  - ソ連は平和条約を結びます。ドイツ民主共和国の主権は尊重されます。その主権に対するいかなる侵害もソ連によって公然たる侵略行為と見なし、しかるべき結果を招きます。
- ケネディ
  - そのような平和条約を結んだ後には、西ベルリンへのアクセス・ルートに変更はないのか、オープンなのか。
- フルシチョフ
  - 新しい条約はアクセスの自由を変更するだろう。
- ケネディ
  - それは我々にとって重大な挑戦です。その結果いかに深刻なものとなるか誰にも予見できないでしょう。私は西ベルリンにおける我々の立場とベルリンへのアクセス権を否定されるためにウィーンにやってきたのではない。私は米ソ関係の改善を希望してやって来たがこれでは逆に悪化するだけだ。ソ連が東ドイツに諸権利を委譲するのは勝手だが、ソ連がアメリカの権利まで投げ与えてしまうことは容認できない。
- フルシチョフ
  - たとえ不同意でも、ソ連はもはや待てないこと、年末までに西ベルリンへのアクセスを全て東ドイツの管理下に置くこと、この二つは是非とも理解してほしい。大統領は『誤算』を言われるが、誤算をやりそうなのはアメリカだ。もしベルリンに関して「戦争」を開始するならばそうすればいいでしょう。もともとペンタゴンがやりたかったことですから。しかしアデナウアーとマクミランは「戦争」が何を意味しているか非常によく知っています。「戦争」をしたがるような狂人がいるなら拘束服を着せなければなりませんな。

この言葉にアメリカ外交団は驚愕したと言われる。外交交渉の場で「戦争」という言葉をフルシチョフは3回使っており、前代未聞のことであった。
- フルシチョフ
  - ソ連は年末までに平和条約を締結する、これに伴いベルリンの西側の諸権利は将来にわたり変更される、いずれは常識と平和が勝利を収めることを私は確信しています。
- ケネディ
  - しかしながら我々の契約上の諸権利を否定するような平和条約は好戦的行為です。つまり我々の権利の東ドイツへの移譲は好戦的行為なのです。
- フルシチョフ
  - ソ連は平和条約の締結後は絶対に如何なる条件の下でも西ベルリンにおけるアメリカの諸権利は容認しない。

この後でフルシチョフはアメリカが戦後ソ連に対する「不当行為」だとするものの事案を並べた。西ドイツへの戦争賠償請求権、西ドイツにおけるソ連の諸権利の侵害、そして今回の東ドイツとの平和条約の拒否を上げ、そしてここで日本との講和条約に事前の相談が無かったことを上げている。
- ケネディ
  - かつてフルシチョフ首相は自分がその時権力の座にいたら対日講和条約に署名しただろう、と公式の場で語ったではありませんか。
- フルシチョフ
  - 私なら署名しただろうとかの問題ではなく、アメリカがソ連の同意を求めさえせずに進めたことなのだ。今回の件もアメリカの独断性においては共通している。この類のアメリカの行動は十分過ぎるほど見てきた。だから断固として平和条約を結ぶ。もしアメリカがベルリンへのアクセスで東ドイツの主権を侵害したらその対価は大きくなる。
- ケネディ
  - 私が求めているものはベルリンに関する紛争ではない。米ソ両国間の改善であり、それがいずれは両ドイツの問題解決につながる。私は全欧州の力のバランスを崩すようなことは何もしない。あなたは私が比較的に未経験なことに付け込もうとしているが、私はアメリカの利益にとって全面的に不利な取り決めを受け入れるために大統領になったのではない。

フルシチョフは、ソ連は今年中に単独でも東ドイツと平和条約を締結すると告げ、或いは条約に至らなくても東ドイツと暫定的協定を結び、そして戦争状態が終結すれば、東ドイツ領土（東側の主張ではだが）である西ベルリンに西側の軍隊が駐留するのは侵略行為になると続けた。さらに、侵略を阻止するためには戦争も辞さないと。しかもこの場であらかじめ用意した文書をアメリカ側に手渡した。それはソ連側の主張を並べたもので、後に『最後通牒』とも呼ばれた。
- フルシチョフ
  - 我々がこれを用意したのはアメリカ側にソ連の立場を研究してもらうためです。そうすることで多分後日にアメリカがそれを望んだ時に、この問題に戻れるようにするためです。

ここで昼食となり、この席でフルシチョフはケネディに「この文書はアメリカやその同盟国に敵対するためのものではない。ソ連がやろうとしているのは外科手術のようなもので、必要なものです。我々はその橋を渡ると言ったら渡るのです。」と言った。午後に予定には無かった二人だけの会談がケネディの申し入れで行われた。
- ケネディ
  - ベルリン問題の重要性は認めるが、アメリカの国益に非常に深く関わるような状況を引き起こさないでもらいたい。平和条約とベルリンへのアクセス権とは別物である。
- フルシチョフ
  - アメリカが平和条約の締結後も自国の権利を主張し東ドイツの国境を侵犯するならば力は力によって抑えられるでしょう。アメリカはそれに対して用意すべきだし、ソ連も同じことをやるつもりです。
- ケネディ
  - あなたが示された平和条約以外の選択肢としての暫定的取り決めのもとでベルリンにおけるアメリカ軍はベルリンへの自由なアクセス権を持って留まり得るのですか。
- フルシチョフ
  - 6カ月間はです。それを過ぎると撤退しなければならない。
- ケネディ
  - あなたはアメリカが真剣であることを信じていないか、状況が非常に不満であることで思い切った行動が必要だと信じているか、どちらかです。あなたはまるで私に紛争か降伏かどちらかを選べと迫っているかのようです。
- フルシチョフ
  - 私は平和を欲します。しかしもしあなたが戦争を欲すならそれはあなた方の問題です。戦争でもって脅しているのはソ連でなくアメリカです。

- ケネディ
  - 変化を強制しているのはあなたです。私ではない。
- フルシチョフ
  - いずれにしろ挑戦されれば受けて立つしかありません。戦争か平和かが決まるのはアメリカ次第です。ベルリンの管理の変更を含む平和条約か、これと同じ結果をもたらす暫定的協定を結ぶか、二つに一つしかない。
- ケネディ
  - もしそれが事実なら寒い冬となりそうですな。

ケネディは、フルシチョフの要求を完全に突き返し、どんな危険を冒しても西ベルリンを守りきると告げた。

## 会談の後
米ソ首脳会談後に発表されたコミュニケでは米ソ間で決まったのは中立ラオスの建設について意見が一致したことだけであった。その他の問題については単に会談が有益であったと述べたに過ぎなかった。ケネディは6月6日に全米向けテレビ・ラジオを通じて首脳会談の模様を国民に報告した。この放送は大統領就任以来初めてホワイトハウスの大統領執務室からで、この中でケネディは「フルシチョフ首相との会談は真面目に行われ、有益であったが、お互いが譲歩もしなければ、また相手側を利することもなかった。」と述べた。実際にはこのウィーン会談は1961年後半の国際的危機の出発点となった。
この会談の席でフルシチョフが1958年の提案が棚上げになったことで、再びベルリン問題を蒸し返し、ケネディは西側があらゆる手段で権利を守る決意を表明した。この結果米ソがお互いにそれぞれに力を誇示しにらみ合いに入った。フルシチョフの要求をケネディが拒否したことで、東ドイツは同年8月12日深夜、突然東西ベルリン間にある通行出入り口のドイツ人の通行を認めず、バリケードを張り、防塞を築き、東西間の交通を制限した。これがやがてベルリンの壁となるものだが、しかしケネディは地上からのアクセス権の維持を目指して、ジョンソン副大統領（1963年11月に大統領に昇格）を飛行機で西ベルリンに派遣し、軍用トラックで米軍部隊1500名を東ドイツ高速道路を走らせて西ベルリンへ急派した。結局これで東ドイツは西への流出をひとまず抑え込むことに成功したが、西ベルリンへのアクセス権は変更できずに終わった。東西ベルリンについて市民の往来（この時点では軍人・軍属は往来が出来た）は出来なくなったが、西ベルリンの地位は何ら変更されることはなかった。
そして10月に入ってから、東ドイツのウルブリヒト第一書記に事前に知らさないままに、ソ連共産党大会でフルシチョフは東ドイツとの平和条約の締結を断念したことを明らかにした。激怒したウルブリヒトは東西ベルリン間でこの時はまだ通行を認めていた米英仏の軍人について、東西を結ぶ外国人専用の検問所チェックポイント・チャーリーでのパスポートの提示を要求して、アメリカ軍将校夫妻がこれを拒否したことから、米ソで戦車が境界線を境に睨み合う事件が起こった。この事態は外交問題に発展し米ソの戦車が18時間にわたって睨み合いを続け、もし戦闘が始まれば米ソの直接対決により第三次世界大戦の発端になりかねない事件が発生した。水面下でフルシチョフとケネディは連絡を取り、戦車を撤退させることに合意して危機は回避された。11月7日にソ連は全ての部隊を撤退させた。
このウィーン会談に始まる、ベルリンをめぐる東西間の緊張を、ベルリン危機と呼ぶ。

## ケネディとフルシチョフ
後にフルシチョフはベルリンの壁について、ウルブリヒトの強い要望で自分が決めたとして、ウィーンでのケネディとの不満足な交渉の結果として、このベルリン問題の解決策として考え出したものだ、としている。しかし壁の建設にフルシチョフは苦悩していた。これが社会主義の世界的評判にとって打撃であることを彼は十分認識していた。しかし東から西へ大量の人口流出に対策を早急に打たなければ東ドイツ経済が完全に崩壊するのは目に見えていたとして、それに対する方策は空路の遮断か壁の建設の二つで、空路の遮断はアメリカとの深刻な紛争を引き起こし戦争になるかも知れず、そんなリスクを冒すことは出来なかった、と述べている。
一方ケネディはウィーン会談後は傷心のままウィーンを去った、と多くの人は見ていた。会談終了後、ケネディは周囲の人間に、頑なに姿勢を変えなかったフルシチョフを罵ったとされる。この次の日にロンドンに飛んだケネディを迎えたマクミラン英国首相は後に「ケネディは生まれて初めて自分の魅力に影響されない男に出会ったのだ」と語っていた。そしてジャーナリストのジョゼフ・オルソップはピッグス湾事件よりもこのウイーンでの首脳会談の方がケネディにより深刻な影響を与えた、しかし彼が真にアメリカの最高司令官そして真の完全な大統領になったのはこのウイーンであったと述べている。ワシントンに戻った後の8月初め頃に補佐官のウオルト・ロストウにこう語っていた。
「フルシチョフは東ドイツを失いかけている。彼としてはこれだけは起きてほしくないことだ。東ドイツを失えばポーランドも東欧も全体を失ってしまう。だから難民流出を止めるために手を打たなければならない。多分ベルリンに壁を築くのではないか。我々はそれを阻止できない。西ベルリンを守ることは出来る。しかし東ベルリンを塞がせないために行動することは出来ない」
東ドイツがベルリンに壁を構築したのはこの言葉を発してからわずか1週間後であった。
セオドア・ソレンセン大統領顧問は後に書いた「ケネディの道」で、フルシチョフに言わせるとアイゼンハワーの方がもっと物分かりが良く付き合いやすかったそうである。そして両人に勝ち負けは無く、お互い相手の弱みはないか探り何も弱みを見つけられなかった、フルシチョフにはケネディの理性と魅力に振り回されることはなく、ケネディはフルシチョフの乱暴な話しぶりに狼狽えることは無く、双方とも進展を期待していたわけでは無かった。だが二人はお互いに深い永続的な印象を与えた。お互いに自国の利益について譲らなかった。お互いに相手の性質とその論拠を見て、相手の立場の強固さ、合意に達することの困難さを認識し、お互いに相手が強敵であることを再確認した、と述べている。
なお、ケネディがフルシチョフの覚書を読んだとき、「フルシチョフが本気でアメリカと対決する気があるなら、核戦争の起きる可能性は5分の1くらいはある」と言ったとアーサー・シュレジンジャーは残している。また、第二次世界大戦においてソ連が2000万人の犠牲者を出したことを引き合いに出し、今のアメリカにはその2倍のロシア人の命が1時間で失われる軍事力があると警告した。